# When a Man Sees Red
When a Man Sees Red is een Amerikaanse dramafilm uit 1917 onder regie van Frank Lloyd. Destijds werd de film in Nederland uitgebracht onder de titel De geblankette dame. De film is wellicht zoekgeraakt.

## Verhaal
Wanneer Larry Smith naar huis terugkeert na een lange zeereis, ontdekt hij dat zijn zus vermoord is. Als zijn moeder kort daarna sterft van verdriet, vertrekt Larry op reis met het voornemen om zich te wreken op de dader. Hij beseft niet dat zijn zus is vermoord door de kapitein van zijn schip. In een haven in het Stille Zuidzeegebied wordt Larry verliefd op Violet North, die bekendstaat als „de geblankette dame”.  Hij doet haar een aanzoek, maar zij wijst hem af. Vervolgens gaat hij op zoek naar de dader met een matroos die getuige was van de moord op zijn zus. Het komt tot een gevecht, waarbij de moordenaar om het leven komt. Larry wordt verzorgd door Violet. Ze besluiten om samen een nieuw leven te beginnen.

## Rolverdeling
| Acteur          | Personage        |
| --------------- | ---------------- |
| William Farnum  | Larry Smith      |
| Jewel Carmen    | Violet North     |
| Lulu May Bower  | Zus van Larry    |
| Cora Drew       | Moeder van Larry |
| Marc B. Robbins | Logan            |
| A. Burt Wesner  | Lewis            |